# 雷登 (伊利諾伊州)
雷登（英語：Reardon）是位於美國伊利諾伊州澤西縣的一個非建制地區。該地的面積和人口皆未知。

## 地理
雷登的座標為39°06′57″N 90°34′30″W / 39.11583°N 90.57500°W，而該地的平均海拔高度為128米（即420英尺）。